# David Williams (matemático)
David Williams (Península de Gower, 1938) é um matemático britânico. Trabalha principalmente com teoria das probabilidades.
Williams estudou no Jesus College, Universidade de Oxford, onde obteve um doutorado em 1962, orientado por David George Kendall. Esteve depois em 1962/63 na Universidade Stanford, depois na Universidade de Durham, e de 1966 a 1969 na Universidade de Cambridge. De 1969 a 1985 foi professor da Universidade Swansea e a partir de 1985 foi professor de estatística matemática na Universidade de Cambridge, onde foi de 1987 a 1991 diretor do laboratório de estatística. A partir de 1992 foi professor da Universidade de Bath e em 1999 novamente professor da Universidade de Swansea.
Em 1994 recebeu o Prêmio Pólya. Em 1984 foi fellow da Royal Society.

## Obras
- com L. C. G. Rogers Diffusions, Markov Processes and Martingales, 2 Volumes, Cambridge University Press, 2000.
- Diffusions, Markov Processes and Martingales, 2 Volumes, Wiley, 1979.
- Probability with martingales, Cambridge Mathematical Textbooks, Cambridge University Press, 1991.
- Weighing the Odds: a course in probability and statistics, Cambridge University Press, 2001.
- Editor com J. C. R. Hunt, O. M. Phillips Turbulence and stochastic processes. Kolmogorov´s ideas 50 years on, Londres, Royal Society, 1991.